# Flavignac
Flavignac este o comună în departamentul Haute-Vienne din centrul Franței. În 2009 avea o populație de 1.042 de locuitori.

## Evoluția populației
| An        | 1975 | 1982 | 1990 | 1999 | 2006 | 2009  |
| --------- | ---- | ---- | ---- | ---- | ---- | ----- |
| Populație | 969  | 963  | 909  | 955  | 996  | 1.042 |